# Seznam představitelů Nizozemska

Nizozemsko je konstituční dědičná monarchie a státoprávně parlamentní demokracie. Hlavou státu je od roku 2013 král Vilém-Alexandr Nizozemský. Král sdílí výkonnou moc s Radou ministrů, ale praktický vliv krále na exekutivu je velmi omezený. Předsedou Rady ministrů je Minister-president (premiér). Spolu s ostatními ministry a náměstky tvoří nizozemský kabinet a spolu s králem tvoří nizozemskou vládu.

## Královská rodina

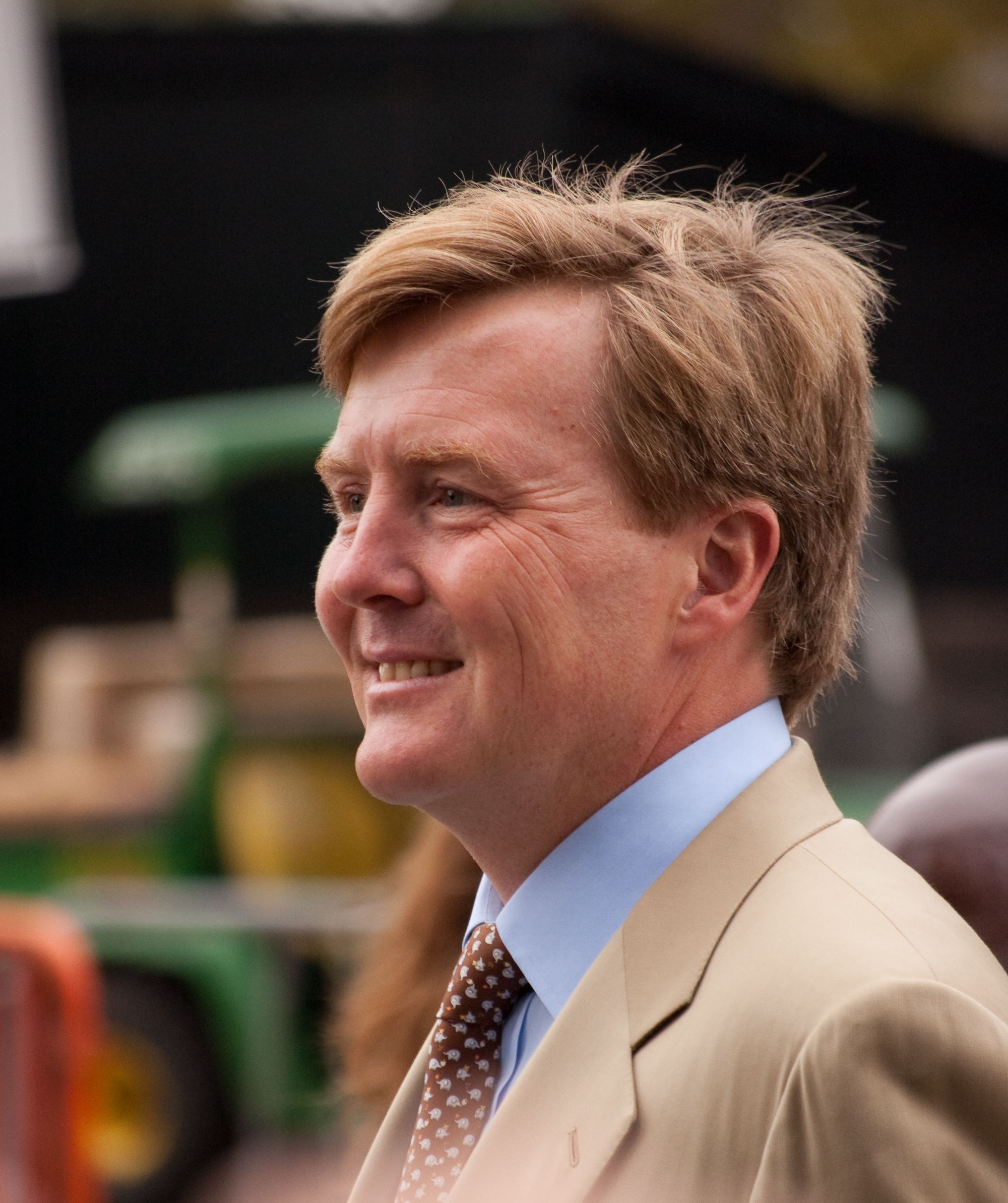
Král Vilém-Alexandr

Královská rodina patří dědičně do dynastie Nasavských nebo jen Nasavští. Je vládnoucí dynastie v Nizozemsku a do roku 1962 také v Lucembursku. Rod je původem z německého Nassavska, podle kterého nese jméno a kde vládli jeho příslušníci jako hrabata později jako vévodové. Později se rod rozdělil na syny nassavského hraběte Hendrika II. a na Ottonskou a Walramskou linii, z nichž později vznikly větvě Nassau-Weilburg, Nassau-Dillenburg, Oranje-Nassau, Nassau-Siegen a další. Nejslavnějšími členy rodu jsou: Vilém I. Oranžský, vůdce holandského povstání za nezávislost proti španělským Habsburkům a jeho pravnuk Vilém III. Oranžský, který se stal na přelomu 17. a 18. století anglickým králem či první nizozemský král Vilém I. Nizozemský. Po genealogické stránce je dynastie Nassavských v hlavních liniích vymřelá, ale nizozemská ústava označuje rod Oranžsko-nasavský jako vládnoucí.

### Přehled nizozemských panovníků od roku 1815
| Jméno          | Narození - úmrtí | Vládnutí  | Rodiče                                          | Poznámky                                                                           |
| -------------- | ---------------- | --------- | ----------------------------------------------- | ---------------------------------------------------------------------------------- |
| Vilém I.       | 1772–1843        | 1815–1840 | Vilém V. Oranžský Vilemína Pruská (1751–1820)   | také velkovévoda lucemburský, vévoda Limburský                                     |
| Vilém II.      | 1792–1849        | 1840–1849 | Vilém I. Nizozemský Vilemína Pruská (1774–1837) | také velkovévoda lucemburský a vévoda limburský                                    |
| Vilém III.     | 1817–1890        | 1849–1890 | Vilém II. Nizozemský Anna Pavlovna Ruská        | také velkovévoda lucemburský a vévoda limburský (do 1866)                          |
| Vilemína       | 1880–1962        | 1890–1948 | Vilém III. Emma Waldeck-Pyrmont                 | do roku 1898 vládla jako regentka její matka, abdikovala ve prospěch dcery Juliány |
| Juliána        | 1909–2004        | 1948–1980 | královna Vilemína Hendrik Meklenburský          | abdikovala v roce 1980 ve prospěch dcery Beatrix                                   |
| Beatrix        | 1938 – žijící    | 1980–2013 | královna Juliána Bernhard z Lippe-Biesterfeldu  | abdikovala v roce 2013 ve prospěch syna Viléma-Alexandra                           |
| Vilém-Alexandr | 1967 - žijící    | od 2013   | Beatrix Claus van Amsberg                       |                                                                                    |

## Nizozemský kabinet
V Nizozemsku bylo od roku 1945 27 Kabinetů (vlád) pod vedením 14 různých ministerských presidentů. Nejvíce vlád vedl Willem Drees v letech 1948 až 1958 a současný ministerský president Jan Peter Balkenende, vedl od roku 2002 až do dneška čtyři vlády. Nejdelší období byl ministerským presidentem Ruud Lubbers, který vedl v letech 1982 až 1994 tři vlády.

### Přehled premiérů od roku 1945
| Premiér                 | Politické strany          | Od                | V demisi od       | Do                | Trvání (dnů) |
| ----------------------- | ------------------------- | ----------------- | ----------------- | ----------------- | ------------ |
| Wim Schermerhorn (VDB)  | KVP, SDAP, ARP, VDB       | 24. červen 1945   | 16. květen 1946   | 3. červenec 1946  | 374          |
| Louis Beel              | KVP, PvdA                 | 3. červenec 1946  | 7. červenec 1948  | 7. srpen 1948     | 766          |
| Willem Drees (PvdA)     | KVP, PvdA, CHU, VVD       | 7. srpen 1948     | 24. leden 1951    | 15. březen 1951   | 950          |
| Willem Drees (PvdA)     | KVP, PvdA, CHU, VVD       | 15. březen 1951   | 25. červen 1952   | 2. září 1952      | 537          |
| Willem Drees            | PvdA, KVP, ARP, CHU       | 2. září 1952      | 13. červen 1956   | 13. říjen 1956    | 1502         |
| Willem Drees            | PvdA, KVP, ARP, CHU       | 13. říjen 1956    | 11. prosinec 1958 | 22. prosinec 1958 | 800          |
| Louis Beel              | KVP, ARP, CHU             | 22. prosinec 1958 | 12. březen 1959   | 19. květen 1959   | 148          |
| Jan de Quay             | KVP, VVD, ARP, CHU        | 19. květen 1959   | 15. květen 1963   | 24. červenec 1963 | 1527         |
| Victor Marijnen         | KVP, VVD, ARP, CHU        | 24. červenec 1963 | 27. únor 1965     | 14. duben 1965    | 630          |
| Jo Cals                 | KVP, PvdA, ARP            | 14. duben 1965    | 14. říjen 1966    | 22. listopad 1966 | 587          |
| Jelle Zijlstra (ARP)    | KVP, ARP                  | 22. listopad 1966 | 15. únor 1967     | 5. duben 1967     | 134          |
| Piet de Jong            | KVP, VVD, ARP, CHU        | 5. duben 1967     | 28. duben 1971    | 6. červenec 1971  | 1553         |
| Barend Biesheuvel (ARP) | KVP, VVD, ARP, CHU, DS'70 | 6. červenec 1971  | 19. červenec 1972 | 9. srpen 1972     | 400          |
| Barend Biesheuvel (ARP) | KVP, VVD, ARP, CHU        | 9. srpen 1972     | 29. listopad 1972 | 11. květen 1973   | 275          |
| Joop den Uyl            | PvdA, KVP, ARP, PPR, D66  | 11. květen 1973   | 22. březen 1977   | 19. prosinec 1977 | 1683         |
| Dries van Agt           | CDA, VVD                  | 19. prosinec 1977 | 26. květen 1981   | 11. září 1981     | 1362         |
| Dries van Agt           | CDA, PvdA, D66            | 11. září 1981     | 12. květen 1982   | 29. květen 1982   | 260          |
| Dries van Agt           | CDA, D66                  | 29. květen 1982   | 8. září 1982      | 4. listopad 1982  | 159          |
| Ruud Lubbers            | CDA, VVD                  | 4. listopad 1982  | 22. květen 1986   | 14. červenec 1986 | 1348         |
| Ruud Lubbers            | CDA, VVD                  | 14. červenec 1986 | 3. květen 1989    | 7. listopad 1989  | 1212         |
| Ruud Lubbers            | CDA, PvdA                 | 7. listopad 1989  | 10. květen 1994   | 22. srpen 1994    | 1749         |
| Wim Kok                 | PvdA, VVD, D66            | 22. srpen 1994    | 6. květen 1998    | 3. srpen 1998     | 1442         |
| Wim Kok                 | PvdA, VVD, D66            | 3. srpen 1998     | 16. duben 2002    | 22. červenec 2002 | 1449         |
| Jan Peter Balkenende    | CDA, LPF, VVD             | 22. červenec 2002 | 16. říjen 2002    | 27. květen 2003   | 309          |
| Jan Peter Balkenende    | CDA, VVD, D66             | 27. květen 2003   | 30. červen 2006   | 7. červenec 2006  | 1137         |
| Jan Peter Balkenende    | CDA, VVD                  | 7. červenec 2006  | 21. listopad 2006 | 22. únor 2007     | 230          |
| Jan Peter Balkenende    | CDA, PvdA, CU             | 22. únor 2007     | 20. únor 2010     | 14. říjen 2010    | 1330         |
| Mark Rutte              | VVD, CDA                  | 14. říjen 2010    | 23. duben 2012    | 5. listopad 2012  | 753          |
| Mark Rutte              | VVD, PvdA                 | 5. listopad 2012  | 14. březen 2017   | 26. říjen 2017    | 1590         |
| Mark Rutte              | VVD, CDA, D66, CU         | 26. říjen 2017    | 15. březen 2021   | 10. leden 2022    | 1537         |
| Mark Rutte              | VVD, CDA, D66, CU         | 10. leden 2022    | 22. listopad 2023 | 2. červenec 2024  | 904          |
| Dick Schoof             | PVV, VVD, NSC, BBB        | 2. červenec 2024  |                   |                   | 387          |